# Patrick Simon (football)
Pour les articles homonymes, voir Patrick Simon et Simon.
Patrick Simon, né le 1er décembre 1951 à Hirson (Aisne), est un footballeur français. 
Après avoir effectué ses classes dans l'Aisne à Hirson et porté le maillot de la sélection régionale   cadets de Picardie, aux côtés de Dominique Dropsy, il est repéré par le club de Sedan. International junior, il fait une apparition en première division avant de devenir un titulaire incontestable du club  ardennais, redescendu en seconde division. Il mesure 1,73 m. 
Après sa carrière de footballeur, Patrick Simon prend la direction de Saint-Dizier où on lui propose un emploi au sein d'une structure d'accueil pour handicapés. Il passe ses diplômes d'éducateur spécialisé  puis d'éducateur sportif. Il en profite aussi pour décrocher le B.E.1 football et devient le responsable national du sport adapté. Le 1er avril 1994, à 42 ans, il devient conseiller technique départemental du district de la Haute-Marne. 

## Carrière de joueur
- 1968-1969 : International français junior
- 1973-1976 : CS Sedan-Ardennes

## Sources
- Coll., Football 74, Les Cahiers de l'Équipe, 1973, cf. page 93